# Karasjok
Karasjok, ou Karasjok kommune (em sámi: Kárášjohka, de Kárášjoga gielda), é uma comuna da Noruega, com 5463 km² de área e 2866 habitantes, sendo o segundo maior município do país, em área (2008). Tem como línguas administrativas o norueguês (danonorueguês) e o sâmi. Karasjok é sede do Parlamento Lapónio da Noruega. Prestação de serviços e administração pública representam a maior parte dos empregos, embora caça, pesca, agricultura e criação de renas continuem a ser importantes.